# Portillo
Ski Portillo Chile lub Portillo – ośrodek narciarski w Chile. Położony jest około 160 km na północny wschód od stolicy kraju – Santiago, na wschód miasta Los Andes, w pobliżu granicy z Argentyną. Leży na wysokości 2210 m n.p.m. Znajdują się tu 23 trasy i 12 wyciągów.
Plany budowy tego ośrodka powstały w latach 30' XX wieku. Budowę rozpoczęto w 1942 r., a otwarcie nastąpiło w 1949 r. W 1966 r. odbyły się tu 19. Mistrzostwa Świata w Narciarstwie Alpejskim. Od tego czasu do Portillo często przyjeżdżają narciarze z Europy i Ameryki Północnej w czasie trwania lata na półkuli północnej.
Sezon narciarski trwa tu od połowy czerwca do października, zależnie od opadów śniegu.